# Giovanni Antonio Guardi
Giovanni Antonio Guardi, född 1699, död 23 januari 1760, var en venetiansk konstnär. Han var bror till Francesco Guardi.
Efter fadern Domenico Guardis död tog han över sin fars målarverkstad i Venedig. Han var länge ett okänt konstnärsnamn, till dess att man på 1920-talet började granska verk tillskrivna brodern och kunde konstatera ett flera målats av brodern. De samarbetade ofta i flera verk och det är i många fall svårt att avgöra vem av dem som målat vad.
Om Giovanni Antonio Guardis lärotid är inget känt, men Alessandro Magnasco, Sebastiano Ricci och Giovanni Antonio Pellegrini hör till de konstnärer från vilka han lånat influenser. 1756 hörde han till Venetianska konstakademins grundare.